# Pehkosenjärvi
Pehkosenjärvi är en sjö i Gällivare kommun i Lappland och ingår i Kalixälvens huvudavrinningsområde. Sjön har en area på 0,0555 kvadratkilometer och ligger 344 meter över havet. Pehkosenjärvi ligger i Torne och Kalix älvsystem Natura 2000-område.

## Delavrinningsområde
Pehkosenjärvi ingår i det delavrinningsområde (748178-175403) som SMHI kallar för Utloppet av Runnarijärvi. Medelhöjden är 393 meter över havet och ytan är 52,62 kvadratkilometer. Det finns inga avrinningsområden uppströms utan avrinningsområdet är högsta punkten. Runnarjoki som avvattnar avrinningsområdet har biflödesordning 4, vilket innebär att vattnet flödar genom totalt 4 vattendrag innan det når havet efter 225 kilometer. Avrinningsområdet består mestadels av skog (70 procent) och sankmarker (24 procent). Avrinningsområdet har 1,09 kvadratkilometer vattenytor vilket ger det en sjöprocent på 2,1 procent. Bebyggelsen i området täcker en yta av 0,29 kvadratkilometer eller 1 procent av avrinningsområdet.